# Jubal Early
Jubal Anderson Early (3 tháng 11 năm 1816 – 2 tháng 3 năm 1894) là luật sư và tướng quân đội Liên minh miền Nam trong Nội chiến Hoa Kỳ.

## Luật sư
Early tốt nghiệp Trường Hàn lâm Quân sự Hoa Kỳ năm 1837. Ông giữ chức thiếu úy trung đoàn 3 pháo binh trong Chiến tranh Seminole. Sau khi giải ngũ năm 1838, Early là luật sư khá giỏi của công tố viện tại vùng Franklin và Floyd Virginia. Năm 1846-1848, ông lại nhập ngũ tham gia Chiến tranh Hoa Kỳ-Mexico.

## Nội chiến Hoa Kỳ

### Liên minh miền Nam
Là thành viên của Đảng Whig, Early chống đối việc các tiểu bang miền nam ly khai, nhưng sau đó lại bức xúc với chính sách động viên 75.000 lính của Abraham Lincoln. Ông bèn gia nhập quân Liên minh miền Nam và được trao quyền chỉ huy trung đoàn 24 bộ binh Virginia. Ông chứng tỏ có khả năng quân sự và tinh thần chiến đấu trong trận Bull Run thứ nhất và được tướng P.G.T. Beauregard đề cao. Early lập nhiều chiến công, nhưng đáng kể nhất là khi ông dẫn quân đánh chiếm thành phố York, Pennsylvania, cứ điểm lớn duy nhất của Liên bang miền Bắc bị lọt vào tay miền Nam trong Nội chiến Hoa Kỳ.
Tướng Robert E. Lee của miền Nam cũng quý Early, mặc dầu ông ta mang tiếng là khó tính và tự tôn. Quân sĩ của ông cũng mến ông, nhưng các tùy tướng chỉ huy dưới tay Early thì không ưa ông vì ông rất tự ái, luôn sỉ vả bắt tội kẻ dưới mà lại không biết tự nhận khi chính mình phạm sai lầm. Ông cũng ngoan cố, thường không nghe lời khuyên của các tùy viên tham mưu.
Trong trận Williamsburg năm 1862 Early bị bắn trọng thương khi đang đi trước, dẫn đầu quân sĩ chống lại lực lượng gấp bội.

### Tùy tướng của Stonewall Jackson
Khi bình phục Early làm tùy tướng cho Stonewall Jackson trong trận Malvern Hill nhưng để sơ hở phải chịu thiệt hại chết 33 quân sĩ. Ông sau đó lập chiến công tại trận Bull Run thứ nhì. Trong trận Antietam Early được thăng chức chỉ huy sư đoàn khi tướng cấp trên là Alexander Lawton bị thương. Ông lập chiến công đánh chận một trung đoàn miền Bắc đang phá thủng phòng tuyến của tướng Jackson tại trận Fredericksburg. Early được lên chức tướng ngày 17 tháng 1 1863.
Trong trận Chancellorsville tướng Lee trao cho Early 5000 quân để phòng thủ khu đồi Marye tại Fredericksburg. Early ngăn được lực lượng hùng hậu của tướng địch John Sedgwick và tạo cơ hội cho quân miền Nam công kích mé phía tây của hậu quân miền Bắc.
Tướng Early tham gia đánh bại lực lượng miền Bắc tại trận Winchester, bắt được nhiều tù binh, mở đường cho cuộc chinh phục thung lũng Shenandoah của tướng Lee. Early sau đó kéo quân ngang dọc, cướp lương thực, lừa ngựa. Ông chiếm được Gettysburg ngày 26 tháng 6 và đòi tiền chuộc nhưng không ai trả. Hai ngày sau, ông chiếm York, Pennsylvania, một cứ điểm xa nhất phía bắc của Liên bang lọt vào tay quân miền Nam trong cuộc nội chiến. Tại đây ông cũng đòi tiền chuộc và được trả 28.000 đô la. Về phía đông, quân của Early cũng là quân miền Nam tiến xa nhất, kiểm soát được khu vực sông Susquehanna.

### Gettysburg
Ngày 30 tháng 6, Early được lệnh kéo về Gettysburg đánh quân Liên bang đang tiến đến. Ông đụng phải quân của tướng Francis Barlow ngày 1 tháng 7. Hai bên đánh nhau và quân Early thắng thế, gây thiệt hại nặng cho đối phương. Trong những ngày sau của trận Gettysburg, quân miền Nam chiến đấu anh dũng nhưng thất bại, Early là viên chỉ huy bảo vệ phía sau trong cuộc lui binh của tướng Lee ngày 4 - 5 tháng 7.
Early chứng tỏ khả năng hành quân xuất sắc và được tướng Lee trọng dụng. Early đánh trận Wilderness và được cho lên thay A.P. Hill chỉ huy lữ đoàn 3 bộ binh, chận đánh Ulysses S. Grant tại tòa án vùng Spotsylvania. Sau đó, Lee cho Early thế Ewell chỉ huy lữ đoàn 2 bộ binh đánh trận Cold Harbor.

### Thung lũng Shenandoah
Năm 1864 Early hành quân vùng Thung lũng Shenandoah, chỉ huy quân miền Nam trong đợt tấn công miền Bắc cuối cùng. Ông kéo quân đánh phá đến tận bên ngoài Washington, D.C.. Tổng thống Hoa Kỳ Abraham Lincoln tận mắt chứng kiến cảnh đánh nhau giữa hai quân Nam-Bắc (Abraham Lincoln là tổng thống Hoa Kỳ duy nhất từng đứng trong tầm đạn địch quân khi còn tại nhiệm). Khi Early lui quân ông nói với tùy tùng:"Đại tá, chúng ta chưa lấy được Washington, nhưng chúng ta làm Abe Lincoln sợ mất hồn!" (tiếng Anh:"Major, we haven't taken Washington, but we scared Abe Lincoln like hell.")
Khi kéo về vùng Thung lũng, Early đánh bại quân miền Bắc do George H. Crook chỉ huy tại trận Kernstown thứ hai ngày 24 tháng 7 năm 1864. Ngày 30 tháng 7, Early ra lệnh cho binh lính đốt phá thị trấn Chambersburg, Pennsylvania trả thù cuộc đốt phá quận Jefferson, Tây Virginia trước đó của tướng miền Bắc David Hunter. Suốt tháng 8, Early cho kỵ binh đánh phá dọc các trạm đường xe lửa của Liên bang miền Bắc.
Tướng Grant cử tướng Philip Sheridan ra cự với Early. Sheridan dùng chiến thuật tiêu thổ vây đói quân miền Nam. Early có tài chiến lược, thình lình đánh úp được đồn của Sheridan. Nhưng binh sĩ của ông quá mệt và quá đói, bỏ hàng ngũ tranh giành cướp giật lương thực. Sheridan lợi dụng tình thế quay lại đánh tan quân miền Nam tại trận Cedar Creek ngày 19 tháng 10 năm 1864. Tàn quân của Early được cho nhập vào binh đoàn Bắc Virginia của tướng Lee. Early đánh thua trận cuối tại Waynesboro và suýt bị bắt. Tháng 3 năm 1865, Early bị tướng chỉ huy quân đội Liên minh miền Nam Robert E. Lee cho về vườn.

## Thời hậu chiến

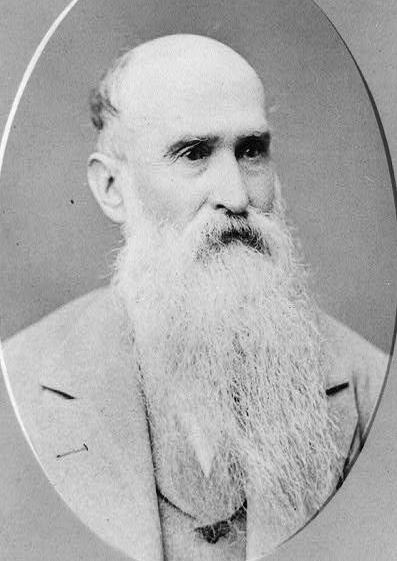
Jubal Early khi tuổi đã già

Sau khi quân miền Nam đầu hàng ngày 9 tháng 4 1865, Early leo ngựa chạy trốn xuống Texas hy vọng tìm được đồng đội tiếp tục chiến đấu, nhưng sau đó ông chạy qua México, Cuba và sau cùng sang Canada sinh sống tại Toronto. Năm 1867 ông xuất bản hồi ký về cuộc nội chiến.
Early về Virginia năm 1869, trở lại nghề luật sư. Ông được tổng thống Andrew Johnson tha tội nhưng vẫn tiếp tục ngoan cố chống đối. Early luôn cay đắng than van về thất bại của miền Nam, căm thù hành động scalawag của tướng James Longstreet, và ủng hộ phong trào Lost Cause (một phong trào cực đoan đề cao chủ thuyết của Liên minh miền Nam). Early cùng tướng về hưu P.G.T. Beauregard tham gia tổ chức xổ số Louisiana.
Khi ông 77 tuổi, Early bị té thang gác chết, chôn tại nghĩa trang Spring Hill.